# Believer (노래)
〈Believer〉는 미국의 록 밴드 이매진 드래곤스의 노래이다. 이 곡은 2017년 2월 1일 인터스코프 레코드와 키디나코너를 통해 세 번째 정규 음반인 《Evolve》 (2017년)의 리드 싱글로 발매되었다. 이 곡은 댄 레이놀즈, 웨인 서몬, 벤 맥키, 다니엘 플라츠맨, 저스틴 트랜터 그리고 프로듀서 매트맨 & 로빈이 썼다.
〈Believer〉는 미국 빌보드 핫 100에서 4위로 정점을 찍었고, 〈Radioactive〉와 〈Demons〉에 이어 세 번째 톱 10 싱글이 되었다. 또한 오스트리아, 캐나다, 체코, 프랑스, 이탈리아, 폴란드, 포르투갈, 스위스에서도 상위 10위권에 진입했다. 이 노래는 CW의 리버데일의 첫 번째 시즌 피날레에서 사용된 후 주목할 만한 인기를 얻었다. 이 노래는 특히 닌텐도 스위치 슈퍼볼 LI 광고와 몇몇 영화와 텔레비전 예고편 광고에서 크게 다루어졌다. 이 곡은 미국에서 2017년 5번째로 많이 팔린 곡이자 역대 가장 많이 팔린 싱글곡 중 하나가 되었다. 2019년 1월 8일, 미국의 래퍼 릴 웨인이 피처링한 이 곡의 다른 버전이 발표되었다.

## 배경
2017년 3월, 댄 레이놀즈는 《피플》에게 이 노래가 2015년 강직성 척추염에 대한 그의 경험에서 영감을 받았다고 말했다. 그는 "이 노래의 의미는 불안과 군중과의 싸움, 밴드, 질병, 우울증 등 제 인생의 고통의 근원이었던 모든 것에 대해 깊이 반성하는 것입니다. 그리고 그 위로 올라서서, 제 삶의 고통을 감사히 여기며, 그것을 저의 가장 큰 힘으로 만들 수 있는 관점의 장소를 찾는 것입니다."

## 구성
Sheetmusicdirect.com에 출판된 악보에 따르면, 〈Believer〉는 분당 125박자의 중간 템포이다. 커트타임으로 작곡된 이 곡은 B♭단조로 되어 있다. 댄 레이놀즈의 음역은 노래하는 동안 A♭3에서 D♭5까지이다.

## 뮤직 비디오
이 곡의 공식 뮤직 비디오는 2017년 3월 7일 이매진 드래곤스 유튜브 계정에 공개되었고 매트 이스틴이 감독을 맡았다. 이 영화는 레이놀즈와 돌프 룬드그렌의 권투 시합을 특징으로 하며, 몇몇 장면들은 어린 댄이 그의 메모장에 그리는 것으로 보이는 것을 보여준다. 댄은 지고 있고, 그만하고 싶다고 말하지만 돌프는 "우리는 할 수 없어."라고 대답한다. 그것은 레이놀즈가 거의 의식하지 못한 채 끝나는 반면, 젊은 댄은 레이놀즈의 가슴에 "Evolve (진화)" 상징인 것과 동일한 상징을 스케치한 것으로 드러난다. 2021년 8월 기준으로, 이 비디오는 20억 이상의 조회수와 1700만 이상의 좋아요를 기록하고 있다. 그것은 현재 밴드의 유튜브 채널에서 가장 많이 보고 가장 많이 좋아하는 비디오이다. 이 동영상은 플랫폼에서 21번째로 가장 많이 사용된 동영상이기도 하다.

## 상업적 성과
〈Believer〉는 빌보드 핫 100에서 4위에 올랐고, 《빌보드》 핫 록 송 (29주), 얼터너티브 송 (13주), 어덜트 팝 송 (6주)에서 1위를 차지했다. 컴포넌트 차트 중에서, 그것은 또한 록 에어플레이, 록 스트리밍 송, 록 디지털 세일 송, 그리고 톱 TV 광고 차트에서 1위를 차지했다. 이 곡은 또한 캐나다 얼터너티브 록 차트 1위를 차지했으며, 〈Believer〉는 미디어베이스 얼터너티브 차트에서 14년 만에 가장 많은 스핀을 기록한 기록을 깼다. 〈Believer〉는 오스트리아, 캐나다, 체코, 프랑스, 헝가리, 이탈리아, 폴란드, 포르투갈, 슬로바키아, 스위스, 미국에서 톱 10에 올랐다.
〈Believer〉는 핫 록 송 차트, 록 에어플레이 차트, 얼터너티브 송 차트를 포함한 여러 《빌보드》 연말 차트에서 1위를 차지했다. 이 노래는 미국에서 2017년 5번째로 많이 팔린 곡으로, 그 해에 1,598,000장이 팔렸다.

## 곡 목록
| #  | 제목                         | 재생 시간 |
| -- | ---------------------------- | --------- |
| 1. | 〈Believer〉                 | 3:24      |
| 2. | 〈Believer (Feat. 릴 웨인)〉 | 3:41      |

| #  | 제목                             | 재생 시간 |
| -- | -------------------------------- | --------- |
| 1. | 〈Believer (캐스케이드 리믹스)〉 | 3:10      |

## 인증
| 국가                               | 인증          | 판매량/출하량 |
| ---------------------------------- | ------------- | ------------- |
| 오스트레일리아 (ARIA)              | 6× 플래티넘   | 420,000       |
| 오스트리아 (IFPI 오스트리아)       | 플래티넘      | 30,000        |
| 벨기에 (BEA)                       | 2× 플래티넘   | 80,000        |
| 브라질 (Pro-Música Brasil)         | 다이아몬드    | 250,000       |
| 캐나다 (뮤직 캐나다)               | 7× 플래티넘   | 560,000       |
| 덴마크 (IFPI Danmark)              | 플래티넘      | 90,000        |
| 프랑스 (SNEP)                      | 다이아몬드    | 233,333       |
| 독일 (BVMI)                        | 플래티넘      | 400,000       |
| 이탈리아 (FIMI)                    | 4× 플래티넘   | 200,000       |
| 뉴질랜드 (RMNZ)                    | 플래티넘      | 30,000        |
| 노르웨이 (IFPI 노르웨이)           | 3× 플래티넘   | 180,000       |
| 폴란드 (ZPAV)                      | 2× 다이아몬드 | 500,000       |
| 포르투갈 (AFP)                     | 4× 플래티넘   | 40,000        |
| 스페인 (PROMUSICAE)                | 플래티넘      | 40,000        |
| 스웨덴 (GLF)                       | 2× 플래티넘   | 80,000        |
| 영국 (BPI)                         | 2× 플래티넘   | 1,200,000     |
| 미국 (RIAA)                        | 다이아몬드    | 1,598,000     |
| 판매량+스트리밍을 기반으로 한 인증 |               |               |